# Enron: The Smartest Guys in the Room
Enron: The Smartest Guys in the Room (bra Enron - Os Mais Espertos da Sala) é um documentário estadunidense de 2005, escrito e dirigido por Alex Gibney e baseado no livro The Smartest Guys in the Room, de Bethany McLean e Peter Elkind.

## Sinopse
O filme apresenta a ascensão e queda da corporação do ramo de energia e gás natural Enron. Mostra também o envolvimento da empresa com a crise energética da Califórnia, decorrente da desregulamentação do seu sistema elétrico.

## Prêmios e indicações
| Prêmio     | Categoria           | Recipiente                       | Resultado |
| ---------- | ------------------- | -------------------------------- | --------- |
| Oscar 2006 | Melhor documentário | Alex Gibney, Jason Kliot (prod.) | Indicado  |